# Port lotniczy Fernando Luis Ribas Dominicci
Port lotniczy Fernando Luis Ribas Dominicci – port lotniczy, zlokalizowany w portorykańskiej stolicy San Juan.

## Linie lotnicze i połączenia
| Linie lotnicze    | Połączenia                                                                          |
| ----------------- | ----------------------------------------------------------------------------------- |
| Aeromed           |                                                                                     |
| Air Flamenco      | Culebra, Vieques, St Croix, St Thomas                                               |
| M&N Aviation      | Barahona, La Romana, Punta Cana, Santiago de los Caballeros, Santo Domingo, Vieques |
| Roblex Aviation   | St. Maarten, St. Thomas                                                             |
| Seaborne Airlines | Charlotte Amalie, St. Croix, St. Thomas                                             |
| SJ Jets           |                                                                                     |
| Vieques Air Link  | Vieques                                                                             |